# Wereldkampioenschappen schansspringen 2007
De wereldkampioenschappen schansspringen 2007 zijn een onderdeel van de wereldkampioenschappen noords skiën 2007. De WK werden van 22 februari tot 4 maart 2007 georganiseerd op de Okurayamaschans in het Japanse Sapporo.

## Resultaten

### Normale schans
| #      | Land | Atleet             | Punten |
| ------ | ---- | ------------------ | ------ |
| Goud   | POL  | Adam Małysz        | 277,0  |
| Zilver | SUI  | Simon Ammann       | 255,5  |
| Brons  | AUT  | Thomas Morgenstern | 254,5  |
| 4      | NOR  | Roar Ljøkelsøy     | 246,5  |
| 5      | SUI  | Andreas Küttel     | 244,0  |

### Grote schans
| #      | Land | Atleet             | Punten |
| ------ | ---- | ------------------ | ------ |
| Goud   | SUI  | Simon Ammann       | 266,1  |
| Zilver | FIN  | Harri Olli         | 265,9  |
| Brons  | NOR  | Roar Ljøkelsøy     | 262,9  |
| 4      | POL  | Adam Małysz        | 258,3  |
| 5      | AUT  | Thomas Morgenstern | 255,3  |

### Landenwedstrijd, grote schans
| #      | Land/Atleten                                                                       | Punten |
| ------ | ---------------------------------------------------------------------------------- | ------ |
| Goud   | Oostenrijk Wolfgang Loitzl Gregor Schlierenzauer Andreas Kofler Thomas Morgenstern | 1000,2 |
| Zilver | Noorwegen Tom Hilde Anders Bardal Anders Jacobsen Roar Ljøkelsøy                   | 953,3  |
| Brons  | Japan Shohei Tochimoto Takanobu Okabe Daiki Ito Noriaki Kasai                      | 905,9  |
| 4      | Finland Arttu Lappi Matti Hautamäki Harri Olli Janne Ahonen                        | 869,8  |
| 5      | Polen Kamil Stoch Piotr Żyła Robert Mateja Adam Małysz                             | 857,2  |